# Dolní Řepčice
Dolní Řepčice je malá vesnice, část obce Liběšice v okrese Litoměřice. Nachází se asi 4 km na západ od Liběšic. V roce 2009 zde bylo evidováno 13 adres. V roce 2011 zde trvale žilo 28 obyvatel.
Dolní Řepčice leží v katastrálním území Horní Nezly o výměře 3,73 km2.

## Pamětihodnosti
- Domy čp. 2 a 4
- Kaple na návsi je pseudoempírová z konce 19. století. Jedná se o obdélnou stavbu s portikem, pilastry na průčelí a zděnou věžicí.[6]